# 宿羊山镇
宿羊山镇，是中华人民共和国江苏省徐州市邳州市下辖的一个乡镇级行政单位。

## 行政区划
宿羊山镇下辖以下地区：
梁口社区、宿羊山村、沙埠滩村、桃园村、韩行村、大宋村、新安庄村、坊上村、刘山村、徐井村、何家村、苏口村、辛家村、殷庄村、徐楼村、芦岗村、陆角埠村、柿园村、杜庄村、吕村、黄湾村、贾家村、黄墩村、白口村和耿老埠村。